# ناحیه رقان
ناحیه رقان (به عربی: دائرة رقان) یک ناحیه در الجزایر است که در استان ادرار واقع شده‌است.

## خصوصیات
ناحیه رقان ۳۳٬۵۴۰ نفر جمعیت دارد.